# Якимушкін Іван Андрійович
Іван Андрійович Якимушкін (рос. Иван Андреевич Якимушкин) — російський лижник, олімпійський медаліст, призер чемпіонату світу.
Срібну медаль світової першості Якимушкін виборов у складі естафетної команди, що представляла Російський союз лижних видів спорту, на чемпіонаті 2021 року, що проходив у німецькому Оберстдорфі.

## Олімпійські ігри
| Рік  | Місто        | Вік | 15 км | Скіатлон | 50 км  | Спринт | Естафета | Командний спринт |
| ---- | ------------ | --- | ----- | -------- | ------ | ------ | -------- | ---------------- |
| 2022 | Пекін, Китай | 25  | 13    | —        | Срібло | —      | —        | —                |

## Виступи на чемпіонатах світу
| Рік  | Вік | 10 км | Скіатлон 15 км | 50 км мас-старт | Спринт | Естафета 4 × 5 км | Команднй спринт |
| ---- | --- | ----- | -------------- | --------------- | ------ | ----------------- | --------------- |
| 2021 | 24  | 11    | 8              | —               | —      | Срібло            | —               |